# Neil Balfour
Neil Roxburgh Balfour (ur. 12 sierpnia 1944 w Limie) – brytyjski polityk, bankier i prawnik, poseł do Parlamentu Europejskiego I kadencji.

## Życiorys
Syn Archibalda Roxburgh Balfoura i Lilian Helen z domu Cooper. Urodził się w Limie, gdzie jego ojciec prowadził interesy handlowe. Absolwent Ampleforth College i Eton College, uastępnie uzyskał tytuł Bachelor of Arts z historii i prawa na University College w Oksfordzie. W 1968 został przyjęty do Middle Temple i uzyskał uprawnienia barristera. Od 1969 do 1983 pracował na stanowiskach kierowniczych w bankowości kupieckiej (Baring Brothers i European Banking Co.), od 1980 do 1983 był dyrektorem wykonawczym drugiej z tych firm.
Zaangażował się w działalność polityczną w ramach Partii Konserwatywnej. W 1973 i 1974 kandydował bez powodzenia do Izby Gmin. W 1979 wybrany posłem do Parlamentu Europejskiego, przystąpił do frakcji Europejscy Demokraci. W 1984 nie ubiegał się o reelekcję, natomiast w 1986 ponownie kandydował do krajowego parlamentu. Powrócił do działalności w sektorze prywatnym, pracując na stanowiskach kierowniczych w bankowości, m.in. w York Mount Group, Mermaid Overseas Ltd. i funduszach powierniczych. Od 2001 do 2002 dyrektor wykonawczy Mostostalu Warszawa. W 2005 otworzył własne przedsiębiorstwo z branży nieruchomości, kierował także innymi przedsiębiorstwami.

## Życie prywatne
Od 1969 do 1978 żonaty z Elżbietą Karadziordziewić, córką księcia jugosłowiańskiego Pawła Karadziordziewicia oraz księżniczki Grecji i Danii Olgi Glücksburg, z którą miał syna. W 1978 poślubił Sereną Spencer-Churchill Russell, z którą doczekał się dwójki dzieci.